# Xichang (köpinghuvudort i Kina, Jiangsu Sheng, lat 32,53, long 120,59)
Xichang är en köpinghuvudort i Kina. Den ligger i provinsen Jiangsu, i den östra delen av landet, omkring 180 kilometer öster om provinshuvudstaden Nanjing. Antalet invånare är 40 675. Befolkningen består av 22 370 kvinnor och 18 305 män. Barn under 15 år utgör 10,0 %, vuxna 15-64 år 69 %, och äldre över 65 år 20,0 %.
Runt Xichang är det tätbefolkat, med 819 invånare per kvadratkilometer. Närmaste större samhälle är Libao, 9,6 km öster om Xichang. Trakten runt Xichang består till största delen av jordbruksmark.
Genomsnittlig årsnederbörd är 1 284 millimeter. Den regnigaste månaden är juli, med i genomsnitt 239 mm nederbörd, och den torraste är januari, med 34 mm nederbörd.